# Минск Мир
«Минск-Мир» (бел. Мінск-Свет, англ. Minsk World; ранее — «Минск-Сити», бел. Мінск-Сіці, англ. Minsk City) — многофункциональный район в Минске, построенный на месте аэропорта «Минск-1», авиаремонтного завода № 407 и некоторых других предприятий к югу от центра города. Проекты застройки были озвучены в середине 2000-х годов, но комплексное освоение территории откладывалось. Первоначально эту площадку планировала осваивать российская газовая компания «Итера», с середины 2010-х годов проектом занимаются структуры сербских бизнесменов братьев Каричей. Проект реализовывался одновременно со строительством третьей линии Минского метрополитена, одна из станций которого находится на территории комплекса.

## Ранее существовавшая местность
Строительство нового коммерческого жилого района началось с Октябрьского района Минска, в пределах улиц Брилевская — Аэродромная — Южная магистраль, а также нечётной стороны улицы Лейтенанта Кижеватова, на северном берегу реки Лошица. Район строился на месте исторического аэропорта «Минск-1», завода № 407 Гражданской авиации, топливной базы аэропорта, опытно-механического завода «Агротехконмаш», 214-го комбината железобетонных изделий, жилой малоэтажной застройки и частного сектора по улицам Вильямса, Докучаева и Физкультурного переулка (посёлок Колония).
В 2017—2019 годах, вдоль железнодорожного полотна Гомельского направления, была построена новая автомобильная трасса Южная магистраль, которая соединяет восточную часть Минск Мира с улицами Володько, Аэродромной на севере и с Серова, Асаналиева на юге.

## Строительство

### Ход строительства
В 2017 году был построен и введён в строй первый жилой комплекс «Диадема». В 2019 году первый в районе детский сад. По состоянию на июль 2022 года построены жилые дома в кварталах «Азия», «Африка», «Евразия», «Эмиратс Люкс». Ведётся строительство в кварталах «Мировые танцы», «Средиземноморский», «Тропические острова», «Западная Европа», «Южная Америка» и др. Возведена станция метро «Аэродромная». В 2018—2020 годах осуществлялась реконструкция улицы Аэродромной, а также строительство её развязки с улицей Жуковского и проспектом Мира, являющимся частью нового района. В 2021-22 годах реконструирована часть улицы Брилевской, примыкающей к Минск-Миру вместе с развязкой с улицами Кижеватова и Казинца. В течение 2019—2024 годов построены и введены в строй новые улицы Белградская, Михаила Савицкого, Леонида Левина, Николы Теслы, проспект Мира и улица Игоря Лученка. Ведётся строительство средней школы и двух детских садов, а также поликлиники.

### Проектирование

#### Проекты «Итеры»
18 мая 2007 года была одобрена концепция строительства «Минск-Сити», а летом этого же года стало известно, что застройщиком выступит российская газовая компания «Итера». Ожидалось, что инвестиции в участок в 300 га составят 30 миллиардов долларов, что было значительно больше, чем инвестиции в строительство аналогичного района «Москва-Сити». Впоследствии общий объём ожидаемых инвестиций сократился до 7 миллиардов, а затем — до 5 миллиардов.
Застройщиком территории стала компания СООО «Минск-Сити», совместное предприятие российской газовой компании «Итера» (70 %), российской строительной компании СУ-155 (15 %) и Мингорисполкома (15 %).

Освоение первого участка было запланировано на четвёртый квартал 2008 года, затем перенесено на сентябрь 2009 года, но из-за экономического кризиса не состоялось.
Согласно первоначальному плану, планировалось разместить кварталы деловых и государственных учреждений, иностранные посольства и консульства, три отеля (3, 4 и 5 звезд), торговые комплексы, центры отдыха, развлекательные и спортивные комплексы с ледовой ареной и боулингом, а также жилые дома, детские сады и школы. Так, например, до 2020 года (по первоначальному плану) здесь планировалось возвести 3 млн м² жилья, создать сеть объектов социальной инфраструктуры, в том числе 9 детских садов и 7 школ. Площадь офисных помещений должна была составить 550 тыс. м². На 200 тыс. м². должен был разместиться торгово-развлекательный комплекс. Самым высоким зданием комплекса был запланирован небоскрёб «Аист» в 80 этажей (300 метров). Всего же в Минск-Сити планировалось построить около 10 небоскрёбов. Кроме зданий, был запроектирован транспортный тоннель, по которому машины должны были выезжать на дорогу в направлении Слуцка. Всего на территории квартала планировалось разместить 19 высотных комплексов площадью 4 млн м².

#### Поиск новых инвесторов

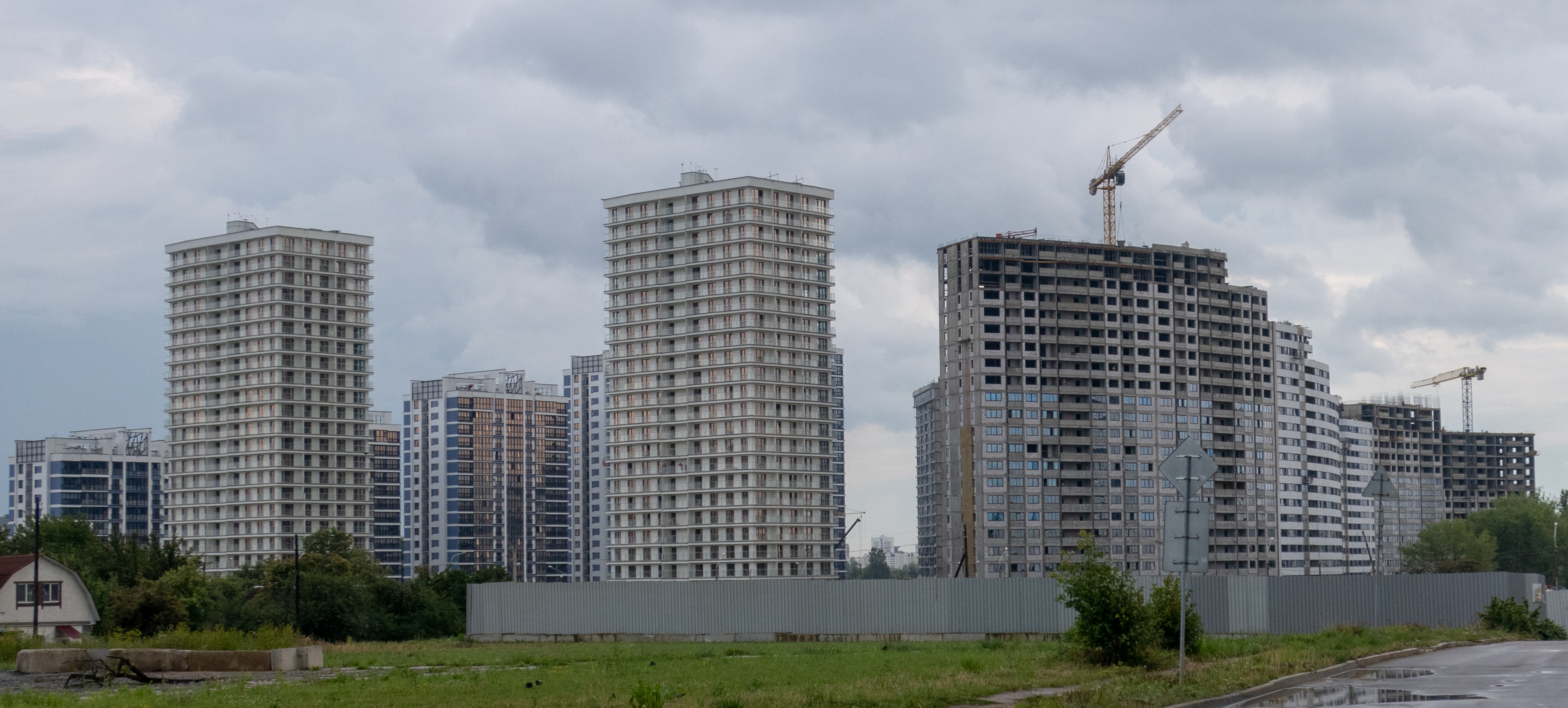
Первая очередь строительства (квартал «Эмираты»), июль 2019 года

В 2010 году СУ-155 вышла из проекта, а 16 февраля 2012 года инвестиционный договор с «Итерой» был расторгнут по распоряжению Александра Лукашенко, недовольного ходом работ. Дочерняя компания «Итерабелстрой» успела начать строительство нескольких панельных домов; кроме того, в другой части Минска началось возведение 34-этажного жилого комплекса «Парус». «Итера» обосновывала задержку падением цен на рынке недвижимости в Минске по сравнению с докризисным периодом, из-за чего ожидаемая выручка от продаж недвижимости снизилась с 6,8 до 2,2 миллиардов долларов, а также отсутствием ряда декларированных, но не закреплённых указами преференций.
После разрыва контракта с «Итерой» белорусские чиновники в разное время сообщали о готовящемся привлечении инвесторов из Ирана, Китая и России, но информация не подтверждалась.
В 2013 году прошёл конкурс проектов застройки «Минск-Сити»; главный приз в размере 15 тысяч долларов не достался никому. В феврале 2014 года был представлен новый проект комплекса, согласно которому большая часть площади должна быть застроена зданиями не выше 7 этажей, за исключением кластера «Международного финансового центра».
По состоянию на начало 2014 года инвестор для проекта так и не был определён. В ходе состоявшегося 17 января совещания Александр Лукашенко подверг резкой критике реализацию амбициозных строительных проектов в Беларуси, в том числе многофункционального бизнес-центра «Минск-Сити». Затем, 7 апреля 2014 года Александр Лукашенко подписал указ № 147 "О реализации инвестиционного проекта «Многофункциональный центр „Минск-Сити“», а Мингорисполком объявил новый конкурс среди потенциальных инвесторов в этот проект. Участники конкурса должны были сделать взнос по $10 млн, лишь победитель конкурса мог вернуть свои вложения. Победитель конкурса обязывался не только ввести объекты в эксплуатацию до 31 декабря 2025 года, но также профинансировать вынос комплекса объектов гражданской авиации с территории «Минск-Сити» (не менее $114,5 млн), потратить не менее $255 млн на проектирование и строительство объектов магистральной инженерной инфраструктуры и т. д.
9 апреля 2014 года Мингорисполком объявил конкурс по выбору инвестора для застройки многофункционального центра «Минск-Сити». По условиям конкурса до 30 сентября 2015 года необходимо было разработать и утвердить проект застройки территории почти в 300 га. Реализовать этот проект инвестор должен был до 31 декабря 2025 года. Минимальный объём инвестиций для реализации оценивался в $3 млрд. Документы на участие принимались до 12 мая включительно. Итоги должны были быть подведены после 28 мая. Позднее срок подачи на участие в конкурсе по выбору инвестора для реализации проекта "Многофункциональный центр «Минск-Сити» был продлён до 16 мая.

#### Проект «Dana Holdings»

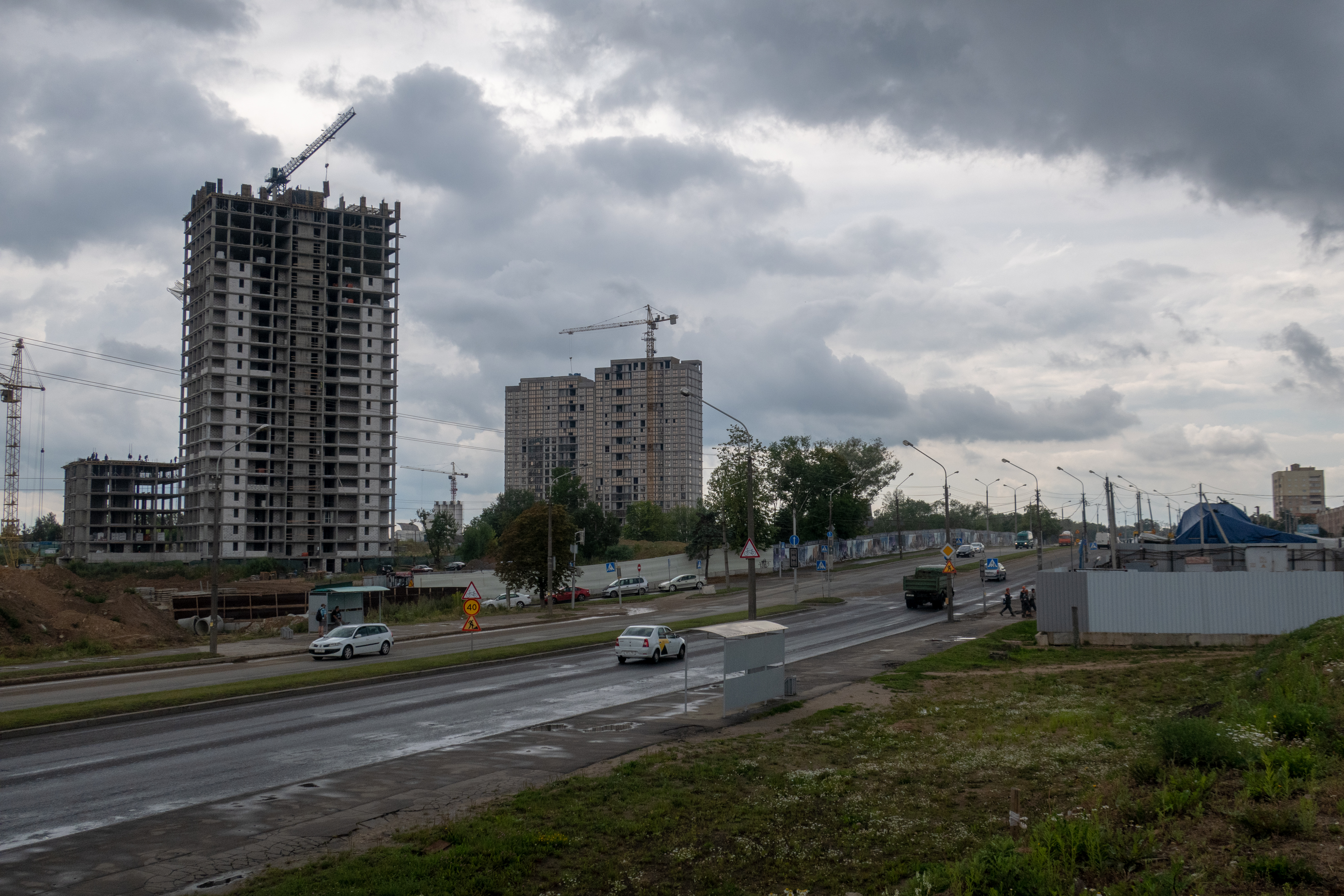
Дома второй очереди строительства, июль 2019 года. Справа видна стройплощадка третьей линии метрополитена

В 2015 году руководство Беларуси в очередной раз признало, что построить «Минск-Сити» с опорой на собственные силы не получится. Иностранные инвесторы отказывались от проекта, учитывая обременения и период кризиса в Беларуси. Решение проблемы было найдено в лице сербской компании «Dana Holdings» (братья Боголюб и Драгомир Каричи).

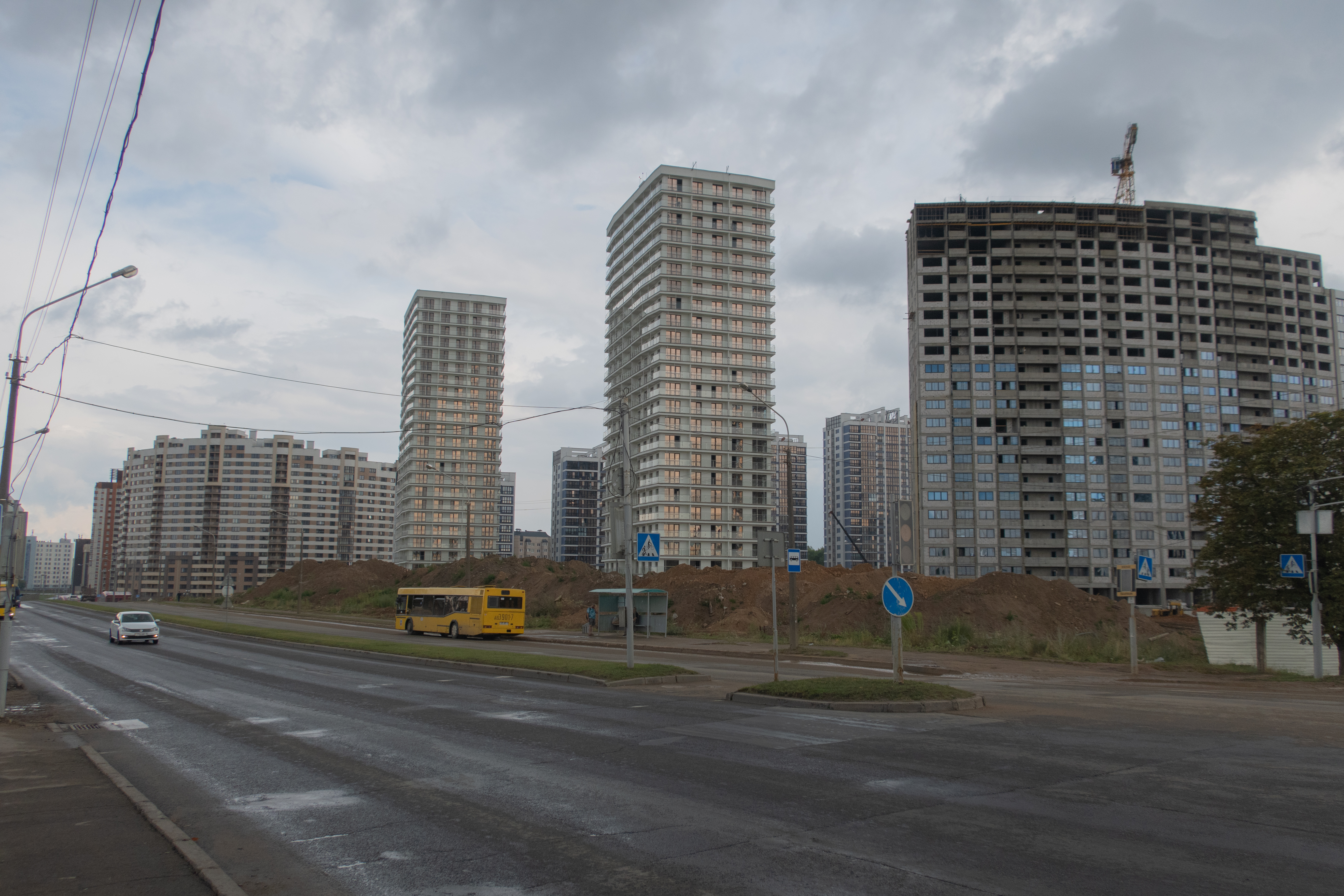
Квартал «Эмираты», июль 2019 года

На месте «Минск-Сити» сербская «DANA HOLDING» обязалась построить другой комплекс — «Минск-Мир». Как и «Итеру», сербскую компанию к застройке площадки пригласил лично Александр Лукашенко. Инвестиции в проект оцениваются в $3,5 млрд.22 сентября 2014 года ИООО «Дана Астра» указом Александра Лукашенко получила без аукциона территорию аэропорта Минск-1 и прилегающие территории под застройку — в общей сложности более 300 гектар площади. Указ предусматривал для ИООО «Дана Астра» ряд налоговых льгот и отсрочек по их выплате (например, от налога на прибыль от реализации объектов недвижимости — до 2031 года), проведение ряда работ по подготовке территории, строительству коммуникаций и благоустройству за счёт бюджета города Минска, отсутствие компенсационных посадок деревьев и денежной компенсации. Из всей социальной инфраструктуры заказчик должен был построить одну школу и один детский сад. 20 октября 2020 года Лукашенко внёс дополнения в указ, и заказчику были предоставлены дополнительные льготы. В 2015 году капсулу в основание «Минск-Мира» заложили Александр Лукашенко и президент Сербии Томислав Николич. Планируется, что компания построит в «Минск-Мире» около 3 млн м² жилой недвижимости.

## Транспорт

### Автобусы
- 4 ДС «Дружная» — ЖД станция «Минск-Южный»
- 47с Вокзал — Филиал БГУ
- 53 ДС «Дружная» — Ландера
- 55 АВ «Восточный» — ЖД станция «Минск-Южный»
- 56 ДС «Дружная» - ЖД станция «Минск-Южный»
- 73 ДС «Серова» — Лебяжий
- 84 ДС «Малиновка-4» — Слепянка
- 100 ДС «Славинского» — ЖД станция «Минск-Южный»
- 107 Корнежевского — ДС «Кунцевщина»
- 111 Вокзал — ЖД станция «Минск-Южный»
- 172 Воронянского — ДС «Серова»

### Троллейбусы
- 19 ДС «Курасовщина» — Станция метро «Автозаводская»
- 27 ДС «Курасовщина» — ДС «Дружная»
- 59 Долгобродская — ДС «Серова»
- 82 Корнежевского — ДС «Серебрянка»

### Метро
Станции «Ковальская слобода» и «Аэродромная» Зеленолужской линии.